# Дейвис, Питер Хэдленд
Пи́тер Хэ́дленд Де́йвис (англ. Peter Hadland Davis; 1918—1992) — британский ботаник-систематик.

## Биография
Питер Хэдленд Дейвис родился 18 июня 1918 года в Уэстон-сьюпер-Мэре. Учился в Брэдфилд-колледже и Мэйден-Эрли. В 1937 году записался в питомник в Ист-Гринстеде. С 1938 года в качестве увлечения занимался ботаникой в Малой Азии, путешествуя по Турции, собирая образцы растений и отправляя их различным учёным. С 1939 по 1945 служил в армии, последние два года Второй мировой войны проведя в Каире. После окончания войны поступил в Эдинбургский университет, в 1949 году окончив его со степенью бакалавра наук.
В 1950 году Дейвис был назначен лектором по ботанике в Эдинбургском университете. На протяжении последующего десятилетия он путешествовал по Средней Азии и Курдистану. В 1952 году Дейвис получил степень доктора философии с диссертацией по систематике флоры Средней Азии. С 1955 года Дейвис был членом Лондонского Линнеевского общества и Королевского общества Эдинбурга. В 1958 году он был удостоен медали Катберта Пика Королевского географического общества.
С 1961 по 1985 Питер Дейвис работал над созданием монографии флоры Турции. Он был награждён золотой медалью Лондонского Линнеевского общества, а также медалью Нила Королевского общества Эдинбурга за 1985—1987.
5 марта 1992 года Питер Хэдленд Дейвис скончался.

## Некоторые научные публикации
- Principles of angiosperm taxonomy. 1963.
- The identification of flowering plant families. 1963.
- Flora of Turkey and the East Aegean Islands. 1965—2000.
- Plant life of south-west Asia. 1971.

## Некоторые виды, названные в честь П. Х. Дейвиса
- Ajuga davisiana Kit Tan & Yıldız, 1989
- Alopecurus davisii Bor, 1963
- Alyssum davisianum T.R.Dudley, 1964
- Anthemis davisii Yavin, 1972
- Arabis davisii H.Duman & A.Duran, 2001
- Atriplex davisii Aellen, 1967
- Arenaria davisii McNeill, 1961
- Asyneuma davisianum Yıldız & Kit Tan, 1988
- Biarum davisii Turrill, 1938
- Bupleurum davisii Snogerup, 1971
- Campanula davisii Turrill, 1956
- Centaurea davisii Wagenitz, 1972
- Cephalaria davisiana Göktürk & Sümbül, 2012
- Cirsium davisianum Kit Tan & Sorger, 1986
- Colchicum davisii C.D.Brickell, 1998
- Cousinia davisiana Hub.-Mor., 1972
- Crataegus davisii Browicz, 1972
- Digitalis davisiana Heywood, 1949
- Eryngium davisii Kit Tan & Yıldız, 1989
- Euphorbia davisii M.L.S.Khan, 1964
- Fritillaria davisii Turrill, 1940
- Galium davisii Ehrend., 1958
- Globularia davisiana O.Schwarz, 1949
- Graellsia davisiana Poulter, 1956
- Gypsophila davisii Barkoudah, 1962
- Helichrysum davisianum Rech.f., 1950
- Hypericum davisii N.Robson, 1986
- Isatis davisiana H.Misirdali, 1988
- Logfia davisii Holub ex Grierson, 1975
- Physocardamum davisii Hedge, 1968
- Poa davisii Bor, 1972
- Rhododendron ×davisianum R.I.Milne, 1991 [Rhododendron caucasicum Pall., 1784 × Rhododendron smirnowii Trautv., 1884]
- Ricotia davisiana B.L.Burtt, 1951
- Rosularia davisii Muirhead, 1972
- Rubia davisiana Ehrend., 1958
- Scorzonera davisii Lipsch., 1963
- Sempervivum davisii Muirhead, 1969
- Senecio davisii V.A.Matthews, 1974
- Symphytum davisii Wickens, 1969
- Taraxacum davisii Soest, 1968
- Vicia davisii Greuter, 1979